# Liste de statues équestres des Pays-Bas
Cet article recense les statues équestres aux Pays-Bas.

## Liste
| Œuvre                                                 | Auteur                       | Commune               | Localisation                     | Notes                                                | Installation | Coordonnées                      | Illustration                                              |
| ----------------------------------------------------- | ---------------------------- | --------------------- | -------------------------------- | ---------------------------------------------------- | ------------ | -------------------------------- | --------------------------------------------------------- |
| Cavalier à cheval                                     | Steef Roothaan (nl)          | Aalten                |                                  |                                                      |              | à géolocaliser                   | Cavalier à cheval, Aalten                                 |
| Cavalier à cheval                                     | Nic Jonk (nl)                | Alkmaar               | Wilhelminalaan                   |                                                      | 1999         | 52° 37′ 40″ nord, 4° 44′ 12″ est | Cavalier à cheval, Alkmaar                                |
| Saint Georges                                         |                              | Amersfoort            | Groenmarkt                       | Georges de Lydda                                     |              | 52° 09′ 25″ nord, 5° 23′ 25″ est | Saint Georges, Amersfoort                                 |
| Amphitrite (nl)                                       | Albert Termote (nl)          | Amsterdam             | Azartplein (nl)                  | Amphitrite                                           | 1956         | 52° 22′ 38″ nord, 4° 56′ 16″ est | Amphitrite, Amsterdam                                     |
| Cavalier à cheval                                     | Floyd DeWitt                 | Amsterdam             | Gijsbrecht van Aemstelpark (nl)  |                                                      | 1968         | à géolocaliser                   | Cavalier à cheval, Amsterdam                              |
| Joueur de polo                                        | Antoon Rädecker (nl)         | Amsterdam             | Van Tuyll van Serooskerkenplein  |                                                      | 1930         | 52° 20′ 42″ nord, 4° 51′ 53″ est | Joueur de polo, Amsterdam                                 |
| Statue équestre de la reine Wilhelmine (en)           | Theresia van der Pant (nl)   | Amsterdam             | Rokin                            | Wilhelmine                                           | 1975         | 52° 22′ 09″ nord, 4° 53′ 32″ est | Statue équestre de la reine Wilhelmine, Amsterdam         |
| Deux chevaux et un Cavalier                           | Frank Letterie (nl)          | Apeldoorn             |                                  |                                                      | 1971         | à géolocaliser                   | Deux chevaux et un Cavalier, Apeldoorn                    |
| Gele Rijder                                           | Gijs Jacobs van den Hof (nl) | Arnhem                | Gele Rijders Plein (nl)          |                                                      | 1963         | 51° 59′ 00″ nord, 5° 54′ 32″ est | Gele Rijder, Arnhem                                       |
| Amazone à cheval                                      | Arthur Spronken (nl)         | Assen                 | Westerbrink                      |                                                      |              | à géolocaliser                   | Amazone à cheval, Assen                                   |
| Statue équestre de Maximilien Ier                     | Hildo Krop (nl)              | Bois-le-Duc           | Hekellaan                        | Maximilien Ier                                       | 1923         | à géolocaliser                   | Statue équestre de Maximilien Ier, Bois-le-Duc            |
| Statue équestre de Guillaume III d'Orange-Nassau (nl) | Toon Dupuis (nl)             | Bréda                 | Kasteelplein (nl)                | Guillaume III d'Orange-Nassau                        | 1921         | 51° 35′ 23″ nord, 4° 46′ 34″ est | Statue équestre de Guillaume III d'Orange-Nassau, Bréda   |
| Posthoornblazers                                      | Steef Roothaan (nl)          | Bréda                 | Willemstraat                     |                                                      | 1985         | 51° 35′ 40″ nord, 4° 46′ 47″ est | Posthoornblazers, Bréda                                   |
| Saint Georges et le Dragon (nl)                       | Jan Custers                  | Eindhoven             | Stratum                          |                                                      |              | 51° 24′ 33″ nord, 5° 29′ 13″ est | Saint Georges et le Dragon, Eindhoven                     |
| Saint Martin                                          | Joep Coppens (nl)            | Gennep                | Église Saint-Martin (nl), parvis | Martin de Tours                                      | 1999         | 51° 42′ 00″ nord, 5° 58′ 20″ est | Saint Martin, Gennep                                      |
| Monument aux morts                                    | Jacob Maris                  | Gennep                |                                  | Bon Samaritain                                       | 1953         | à géolocaliser                   | Monument aux morts, Gennep                                |
| Enfant chevauchant un poney                           | Hans Bayens (nl)             | Hilversum             | Kerkstraat                       |                                                      | 1971         | 52° 13′ 28″ nord, 5° 10′ 20″ est | Enfant chevauchant un poney, Hilversum                    |
| Le Tireur                                             | Gerard Brouwer (nl)          | Katwijk               | Looyerslaan                      |                                                      | 1986         | 52° 11′ 47″ nord, 4° 25′ 44″ est | Le Tireur, Katwijk                                        |
| Amazone                                               | Bram Roth (nl)               | La Haye               | Conradkade                       |                                                      | 1960         | à géolocaliser                   | Amazone, La Haye                                          |
| Cheval et Cavalier                                    | Marino Marini                | La Haye               | Winkelstede                      |                                                      | 1959         | à géolocaliser                   | Cheval et Cavalier, La Haye                               |
| Cheval avec femme et enfant                           | Albert Termote (nl)          | La Haye               | Vaillantplein                    |                                                      | 1939         | 52° 04′ 16″ nord, 4° 18′ 03″ est | Cheval avec femme et enfant, La Haye                      |
| Statue équestre de Guillaume Ier d'Orange-Nassau (nl) | Émilien de Nieuwerkerke      | La Haye               | Palais Noordeinde                | Guillaume Ier d'Orange-Nassau                        | 1845         | 52° 04′ 52″ nord, 4° 18′ 26″ est | Statue équestre de Guillaume Ier d'Orange-Nassau, La Haye |
| Statue équestre de Guillaume II                       | Antonin Mercié               | La Haye               |                                  | Guillaume II. Copie de la statue érigée à Luxembourg | 1924         | 52° 04′ 45″ nord, 4° 18′ 41″ est | Statue équestre de Guillaume II, La Haye                  |
| Statue équestre de Corbulo                            | Albert Termote (nl)          | Leidschendam-Voorburg | Prins Bernhardlaan               | Cnaeus Domitius Corbulo                              | 1964         | 52° 04′ 28″ nord, 4° 21′ 37″ est | Statue équestre de Corbulo, Leidschendam-Voorburg         |
| Saint Georges                                         |                              | Leyde                 |                                  | Georges de Lydda                                     |              | à géolocaliser                   | Image manquante                                           |
| Cavalier tombant                                      | Frank Letterie (nl)          | Maassluis             | Michiel de Ruyterplein           |                                                      |              | à géolocaliser                   | Cavalier tombant, Maassluis                               |
| Amazone à cheval                                      | Arthur Spronken (nl)         | Maastricht            | Op de Thermen (nl)               |                                                      |              | 50° 50′ 54″ nord, 5° 41′ 38″ est | Amazone à cheval, Maastricht                              |
| Jupiter                                               | Fons Bemelmans (nl)          | Maastricht            | Place Notre-Dame                 |                                                      | 1947         | 50° 50′ 52″ nord, 5° 41′ 35″ est | Jupiter, Maastricht                                       |
| Les Quatre Fils Aymon                                 | Gerard Overeem (nl)          | Nijkerk               | Torenstraat                      | Quatre fils Aymon                                    | 1978         | 52° 13′ 23″ nord, 5° 28′ 58″ est | Les Quatre Fils Aymon, Nijkerk                            |
| Cavalier à cheval                                     | Jo Uiterwaal (nl)            | Nimègue               | Gare (nl)                        |                                                      | 1953         | 51° 50′ 32″ nord, 5° 51′ 12″ est | Cavalier à cheval, Nimègue                                |
| Statue équestre de Charlemagne                        | Albert Termote (nl)          | Nimègue               | Keizer Karelplein (nl)           | Charlemagne                                          | 1962         | 51° 50′ 32″ nord, 5° 51′ 35″ est | Statue équestre de Charlemagne, Nimègue                   |
| Cavaliers                                             | Martien Slappendel           | Rotterdam             | Biezenkreek                      |                                                      | 1964         | 51° 53′ 10″ nord, 4° 31′ 49″ est | Cavaliers, Rotterdam                                      |
| Statue équestre de Guillaume IV                       | Willem Verbon (nl)           | Rotterdam             | Schielandshuis                   | Guillaume II de Hainaut                              | 1950         | 51° 55′ 08″ nord, 4° 28′ 56″ est | Statue équestre de Guillaume IV, Rotterdam                |
| Statue équestre de Schinderhannes                     | Dolf Wong Lun Hing (nl)      | Ruremonde             |                                  | Schinderhannes                                       |              | 51° 11′ 41″ nord, 5° 59′ 11″ est | Statue équestre de Schinderhannes, Ruremonde              |
| Jeune Fille chevauchant un cheval de manège           | Pieter d'Hont                | Utrecht               | Stadhuisbrug (nl)                |                                                      | 1986         | 52° 05′ 30″ nord, 5° 07′ 09″ est | Jeune Fille chevauchant un cheval de manège, Utrecht      |
| Statue équestre de Saint Martin (nl)                  | Albert Termote (nl)          | Utrecht               |                                  | Martin de Tours                                      | 1948         | 52° 04′ 58″ nord, 5° 07′ 21″ est | Statue équestre de Saint Martin, Utrecht                  |
| Poney avec enfant                                     | Ek van Zanten (nl)           | Utrecht               | Wevelaan                         |                                                      | 1965         | 52° 06′ 20″ nord, 5° 08′ 20″ est | Poney avec enfant, Utrecht                                |
| Statue équestre de saint Willibrord (nl)              | Albert Termote (nl)          | Utrecht               | Janskerkhof                      | Willibrord d'Utrecht                                 | 1941         | 52° 05′ 35″ nord, 5° 07′ 18″ est | Statue équestre de saint Willibrord, Utrecht              |
| Metworstrennen                                        | Sias Fanoembi (nl)           | Vortum-Mullem         | Sambeekseweg / Bocstraat         | Metworstrennen (nl)                                  | 1999         | 51° 38′ 43″ nord, 5° 57′ 24″ est | Metworstrennen, Vortum-Mullem                             |
| La Jeune Femme de Batinge                             | Charles Henri (nl)           | Westerveld            | Dwingeloo                        |                                                      | 1997         | 52° 50′ 05″ nord, 6° 21′ 57″ est | La Jeune Femme de Batinge, Westerveld                     |
| Cavaliers                                             | Frank Letterie (nl)          | Zutphen               | Ruitershofje                     |                                                      | 1981         | à géolocaliser                   | Cavaliers, Zutphen                                        |
| Enfant chevauchant un poney                           | Hans Bayens (nl)             | Zwijndrecht           | Burgemeester Jansenlaan          |                                                      | 1970         | à géolocaliser                   | Enfant chevauchant un poney, Zwijndrecht                  |